# Paranagia
Paranagia är ett släkte av fjärilar. Paranagia ingår i familjen nattflyn.
Kladogram enligt Catalogue of Life:
| Paranagia | \| \| Paranagia alboplagiata \| \| \| \| \| \| Paranagia glabripars \| \| \| \| \| \| Paranagia mediogriseata \| \| \| \| \| \| Paranagia rufostrigata \| \| \| \| |
|           | \| \| Paranagia alboplagiata \| \| \| \| \| \| Paranagia glabripars \| \| \| \| \| \| Paranagia mediogriseata \| \| \| \| \| \| Paranagia rufostrigata \| \| \| \| |
|           | Paranagia alboplagiata |
|           | |
|           | Paranagia glabripars |
|           | |
|           | Paranagia mediogriseata |
|           | |
|           | Paranagia rufostrigata |
|           | |